# Рид Хофман
Рид Хофман (енгл. Reid Garrett Hoffman; рођен 5. августа 1967. године) амерички је предузетник и писац. Хофман је најпознатији као суоснивач LinkedIn-а, друштвене мреже која се користи првенствено за пословне везе и тражење посла.

## Живот и каријера
Хофман је рођен у Станфорду, Калифорнија, а одрастао је у Берклију, Калифорнија. Похађао је средњу школу The Putney School где је студирао епистемологију. Дипломирао је на Универзитету Станфорд 1990. године.
Рид Хофман је на почетку каријере желео да постане професор, међутим уместо предавача на универзитету постао је оснивач компаније вредне 19 милијарди долара. Како је сам Хофман рекао, одустао је од универзитетске каријере када је схватио да ако жели да постане професор мора да посвети велики део свог времена и каријере писању књига које ће само педесетак људи разумети.